# Luzzana
Luzzana är en stad och en kommun i provinsen Bergamo i regionen Lombardiet i Italien. Kommunen hade 896 invånare (2018) och gränsar till kommunerna Albino, Borgo di Terzo, Entratico och Trescore Balneario.